# Homoszféra

A légkör szerkezete

A Föld légkörét két alapvető részre oszthatjuk: homoszférára és heteroszférára. A homoszféra a légkör alsó, mintegy 85 km vastag rétege, melynek relatív összetétele viszonylag állandó. Ennek az oka: az állandó légköri keverő mozgások. A szó görög eredetű: az azonos jelentésű görög homo- előtagból és égbolt jelentésű szféra szóból áll.

## Szerkezete
A homoszférát három részre oszthatjuk: troposzféra (kb. 0–12 km), sztratoszféra (kb. 12–50 km), mezoszféra (kb. 50–85 km). Ezekben a rétegekben 85-90 km magasságig a levegő kémiai összetétele és átlagos molekulatömege állandó. A magasság növekedésével a levegő sűrűsége és nyomása a barometrikus formula alapján csökken. Ennek az eredménye az, hogy a levegő molekulatömege erősen csökken a magasság növekedésének arányával.

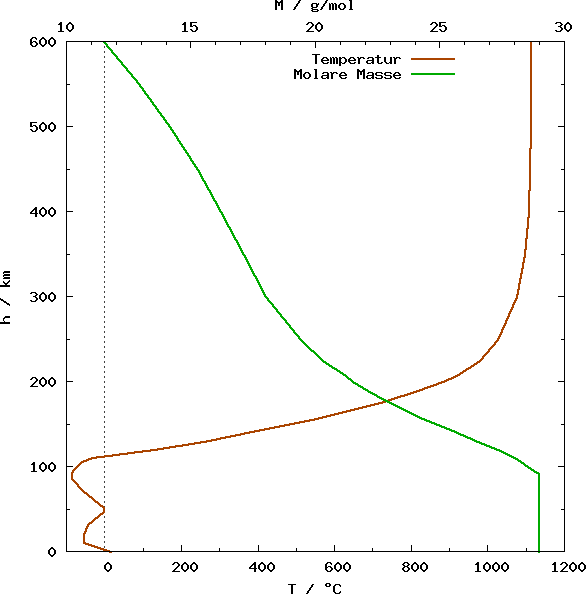
A magasság és a levegő molekulatartalma közötti összefüggés

## Érdekességek
A föld homoszférája magába foglalja a tényleges atmoszféra tömegének 99,9%-át. A 100 kilométeres magasság a Fédération Aéronautique Internationale szervezet szerint a világűr határa, ugyanis itt már hasonló körülmények uralkodnak, mint a világűrben. A hőmérséklet -90 °C, a levegő nyomása 3.2·10−2 Pa, azaz alig egy tizmilliomod része a tengerszinten mért nyomásértéknek.

## Külső hivatkozások
- A légkör jellemzői
- NASA atmosphere models
- NASA's Earth Fact Sheet
- American Geophysical Union: Atmospheric Sciences
- Layers of the Atmosphere Archiválva 2005. december 19-i dátummal a Wayback Machine-ben